# Gheorghe Leonida
Gheorghe Leonida (n. 1892)- d. 1942) a fost un sculptor român cunoscut pentru crearea capului lui Hristos Mântuitorul al statuii lui Iisus Hristos din Rio de Janeiro.

## Biografie
Gheorghe Leonida s-a născut la Galați, în 1892 (1893 după alte surse). Provenind dintr-o familie influentă din clasa de mijloc, el a fost penultimul dintre cei 11 copii. Printre frații lui a fost și o pionieră a ingineriei feminine, Elisa Leonida Zamfirescu și, de asemenea, inginerul Dimitrie Leonida. Când tatăl său, un ofițer de carieră, a fost nevoit să părăsească orașul Galați, Gheorghe l-a urmat la București, unde a absolvit liceul apoi a continuat studiile la departamentul de sculptură a Conservatorului de Arte Frumoase. A debutat în 1915, la un salon național. După ce a luptat în Primul Război Mondial, Gheorghe Leonida și-a continuat studiile de artă în Italia, timp de trei ani.
În decursul activității sale a primit premii la Roma (pentru lucrarea Reveil) și Paris (pentru lucrarea Le Diable).
În 1925, s-a mutat la Paris, unde Paul Landowski tocmai primise contractul pentru realizarea statuii gigantice Cristos Mântuitorul din Rio de Janeiro. Gheorghe Leonida a fost angajat de către Landowski să sculpteze capul statuii. Lucrarea a început în 1926 și a fost finalizată în 1931.
Întors în România, Gheorghe Leonida a continuat să sculpteze. A murit în primăvara anului 1942, căzând de pe acoperișul casei familiei sale din București, în timp ce culegea flori de tei. Lucrările sale pot fi văzute la Castelul Bran, Muzeul Național de Artă și în alte muzee importante din București.